# WTA Hilversum
Das WTA Hilversum (offiziell: Hewlett-Packard Trophy) ist ein ehemaliges Damen-Tennisturnier der WTA Tour, das im Tennispark t Melkhuisje in der Stadt Hilversum ausgetragen wurde.

## Siegerliste

### Einzel
| Jahr | Siegerin         | Finalgegnerin     | Ergebnis |
| ---- | ---------------- | ----------------- | -------- |
| 1985 | Katerina Maleeva | Carina Karlsson   | 6:3, 6:2 |
| 1986 | Helena Suková    | Catherine Tanvier | 6:2, 7:5 |

### Doppel
| Jahr | Siegerinnen                       | Finalgegnerinnen                      | Ergebnis |
| ---- | --------------------------------- | ------------------------------------- | -------- |
| 1985 | Marcella Mesker Catherine Tanvier | Sandra Cecchini Sabrina Goleš         | 6:2, 6:2 |
| 1986 | Kathy Jordan Helena Suková        | Tine Scheuer-Larsen Catherine Tanvier | 7:5, 6:1 |